# JNU
JNU is een historisch motorfietsmerk.
De bedrijfsnaam was: J. Nickson, Preston, Lancashire.
Dit was een Britse fabriek die slechts één model met 312cc-Dalm-tweetaktmotor produceerde. JNU profiteerde van de opkomende vraag naar lichte, goedkope motorfietsen na de Eerste Wereldoorlog, want de Britse motorfietsindustrie had zich vrijwel uitsluitend beziggehouden met oorlogsproductie. Er was echter veel concurrentie en de productie van JNU-motorfietsen, die in 1920 begon, werd in 1920 weer afgesloten.